# Brachionopus
Brachionopus là một chi nhện trong họ Theraphosidae.

## Các loài
Chi này gồm các loài:
- Brachionopus annulatus Purcell, 1903
- Brachionopus leptopelmiformis Strand, 1907
- Brachionopus pretoriae Purcell, 1904
- Brachionopus robustus Pocock, 1897
- Brachionopus tristis Purcell, 1903